# Smedestraat (Haarlem)
De Smedestraat is een straat in de binnenstad van Haarlem. De straat verbindt de noordoosthoek van de Grote Markt met het Krocht en de Kruisstraat. De straat maakt onderdeel uit van de Rode Loper, dit is een autoluwe route voor voetgangers en fietsers in het centrum van Haarlem.
Aan het begin van de Smedestraat bij de Grote Markt staat aan de westzijde op de hoek de Hoofdwacht. Dit rijksmonumentale gebouw dat waarschijnlijk is gebouwd als eerste stadhuis van Haarlem en dat vanaf 1755 in gebruik was door de schutterij bezit in de gevel aan de Smedestraat restanten van 13de-eeuws metselwerk. Dit metselwerk is het oudste van Haarlem en dat maakt dit pand ook het oudste stenen gebouw van Haarlem. De Hoofdwacht ligt als hoekpand ingeklemd tussen de gebouwen van het Brinkmanncomplex, waarvan de ingang van de woningen onder andere aan de Smedestraat liggen.
Aan de oostzijde bevindt zich een gemeentelijke bewaakte fietsenstalling. Ook ligt achter de bebouwing aan deze zijde de verscholen Wijngaardtuin. Deze is via de zijstraten Noorder Schoolsteeg, Zuider Schoolsteeg en de Morinnesteeg te bereiken.
Aan de westzijde loopt de Schoutensteeg die de straat met de Barteljorisstraat verbindt. De Smedestraat is 's avonds een van de belangrijkste centra voor het nachtleven van Haarlem met clubs en andere uitgaansgelegenheden.
Aan de Smedestraat 23 ligt het voormalige gebouw van de Toneelschuur, sinds 2021 Schuur geheten. In 2003 is de Toneelschuur verhuisd naar hun locatie in de Lange Begijnestraat. Smedestraat 9 aan het eind van de straat bij de samenkomst met de Kruisstraat en Krocht is een rijksmonument en betreft een voormalig politiebureau. Dit gebouw is ontworpen door stadsarchitect Jacques Leijh in neo-hollandse renaissance. Ook Smedestraat 33 betreft een rijksmonument en is in de 17de eeuw gebouwd als een grensafbakening tussen twee woonhuizen.

## Trivia
- Op 1 januari hield de nachtclub Club Ruis na 6 jaar op met bestaan, eerder zaten in dit pand Club Delirium en Club 023.[3] In februari 2020, vlak voor dat de coronacrisis in Nederland uitbrak, opende in dit pand de nachtclub JUNE.[4]